# ジーンズ

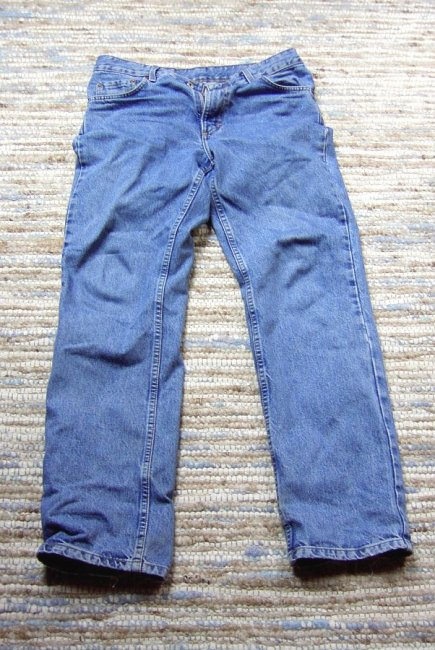
ジーンズ

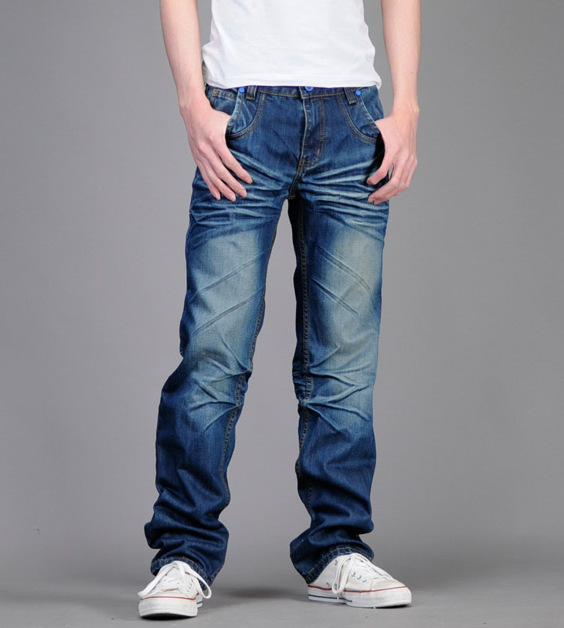
ジーンズを男性が着用した様子

ジーンズ（英語: jeans）とは、デニム生地や他の棉生地でできたカジュアルなズボンやスカート。特にブルーのもの。

## 概説
ジーンズとは基本的にはデニム生地や他の綿生地でできたカジュアルなズボンを指す。

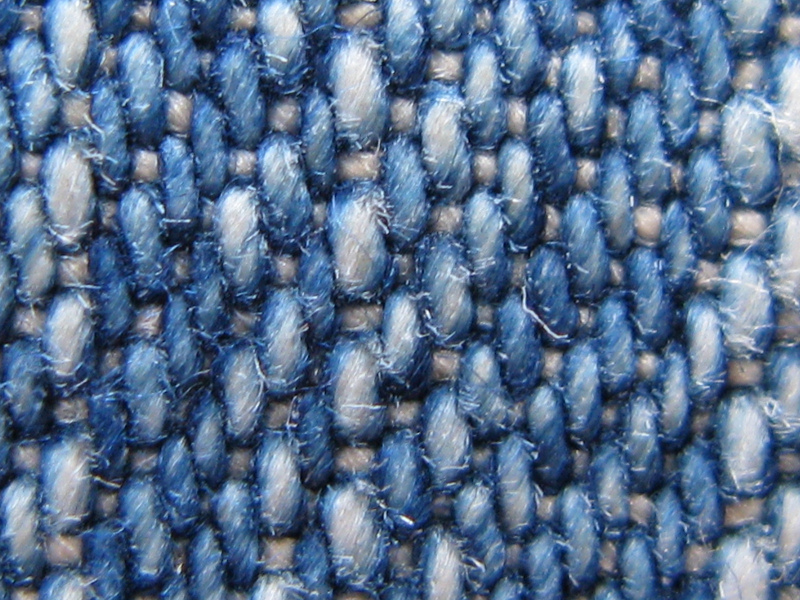
ジーンズの生地の拡大写真

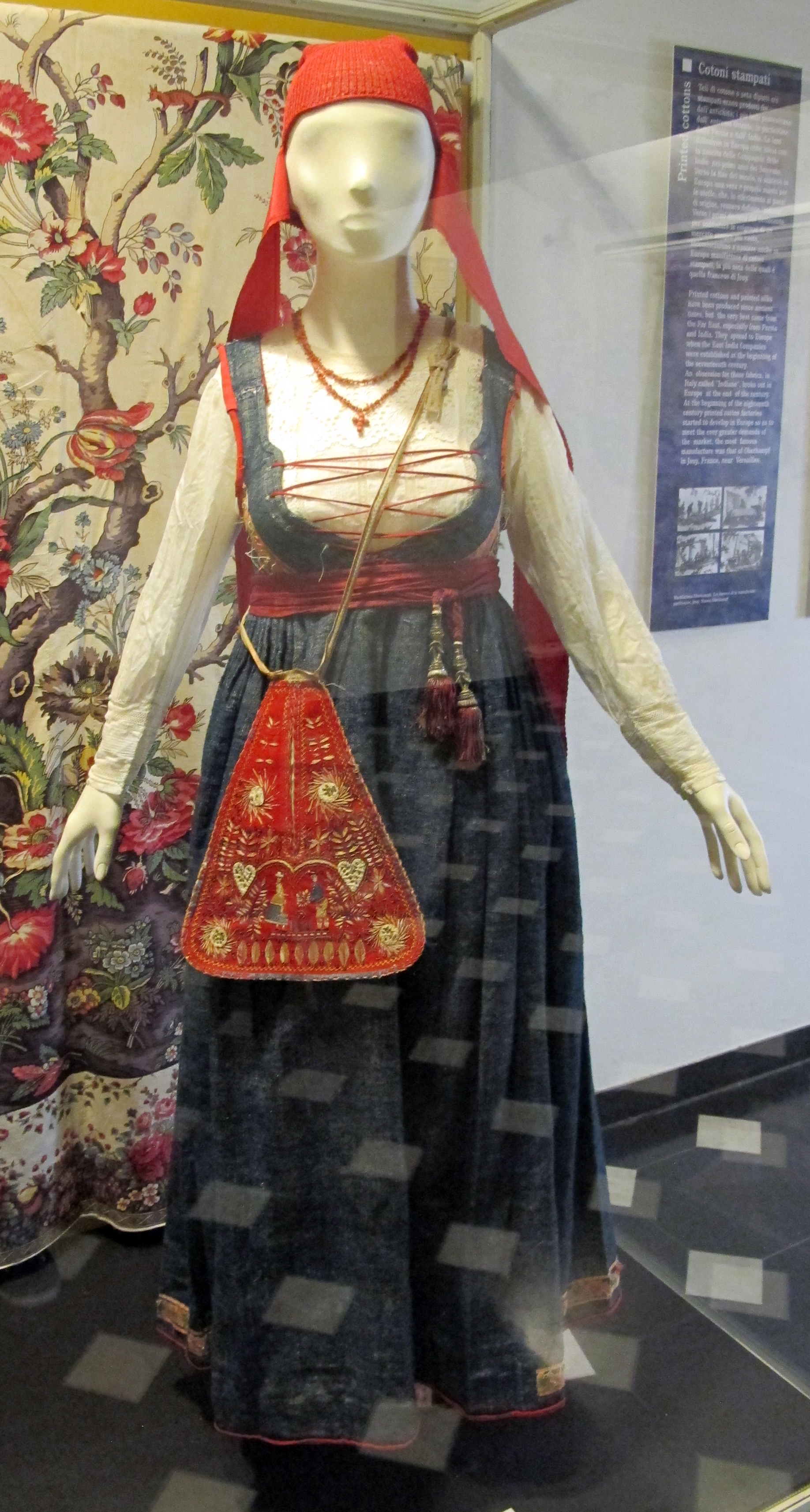
ジェノヴァ産の「ジーンズ」 (1850〜1900年ごろ)

年齢や性別を問わず幅広い消費者に受容されたファッション衣料であり、服飾のみならず社会学の対象となることもある。デザイナーブランドの高級品も一般向けの廉価な商品も作りはほぼ同じだが、生地や縫製、部材など、おしゃれかどうかを決定する上では判別することは難しく、細かい違いによって、多様な消費者層を作り出している。

### 呼称
ジーンズとはデニム生地でできたズボンを指すが、そもそもデニム生地で作られた作業着は広告やパッケージングにおいて、Overalls(オーバーオールズ)と呼ばれていた。ジーンズという呼称は、50年代に入ってから当時の若者たちの間で呼ばれ始めたもの。それまでは例えばリーバイス社は、最初のジーンズ誕生時から、伝統的に501をOveralls(オーバーオールズ)と呼称しており、ジーンズとは呼ばれていなかった。日本人による初のデニムブランド、山本被服のブランド名がスターオーバーオールである事もジーンズと呼ばれ始める1950年代以前の創業であることによる。(つまり、それだけ創業が古いという証明でもある)その後、ジーンズという呼称が普及し、全ての製造メーカーで使われる用語となった。
「デニム」の語源はフランス語の「serge de Nîmes（セルジュ・ドゥ・ニーム）」であり、「（フランスの）ニームの綾織り」といった意味の表現である。ニームの地のアンドレ一族がすぐれた綾織りの布地を作っており、布地はしばしば産地の名で呼ぶ習慣があるので、この表現の「de Nîmes（「ニームの」「ニーム産」という意味の部分）」だけを残す形で短縮され、「denim」という表現が生まれた。また、この「セルジュ・ドゥ・ニーム」と呼ばれる生地はイタリアのジェノヴァから各国に輸出されたので、産地の「ジェノヴァ」を指す表現は、中世ラテン語では「Genua」と呼ばれ、当時のフランス語（中世フランス語）では 「Gêne（ジェーヌ）」であり、この中世フランス語「Gêne」が英語に入り「jean」という表現が生まれた。
英語では脚に着用するものは、左脚と右脚は別にして考え、socks ソックス（靴下）、pants パンツ、shoes（靴）のように複数形にするものが多いが、これもjeansと複数形になっている。
日本では、「Gパン」という呼び名がある。これは『G.I.（アメリカ軍軍人の俗称）またはGHQ（連合国軍最高司令官総司令部）の人々が履いていたパンツでGパンとなった』とする説、『ジーンズを日本に紹介した人物が、ジーン (jean) のパンツの意味で「Jパン」と名づけようとしたが、元の発音に近い「Gパン」を代用した』とする説、『「ジーン生地のパンツ」を略して「ジーパン」となり、「ジー」に「G」を当てて「Gパン」となった』とする説等がある。
デニム生地製の上着はdenim jacket（デニム・ジャケット）あるいはjean jacket（ジーン・ジャケット）である。日本でも、1950年代から1970年代半ばまでは「デニム・ジャケット」又は「デニム・ジャンパー」と呼ばれていたが、1980年代に入るとすっかり（「ジーンズ・ジャンパー」の略の）「ジージャン」という呼称が定着し、「ジーン・ジャケット」と呼ばれる事は減った。

## 歴史

### 米国
ゴールドラッシュに湧く北米の鉱山で働く多くの鉱夫の悩みのひとつは、作業中にズボン（パンツ）がすぐに掏り切れてしまうことだった。1870年、仕立て屋のジェイコブ・デイヴィスは、既に設立されていたリーバイス社のリーバイ・ストラウスから仕入れたキャンバス生地を用いて銅リベットでポケットの両端を補強した仕事用パンツ（ワークパンツ）を発売し、これが鉱夫らの好評を博した。ジーンズは最初、鉱夫らの作業着であった。

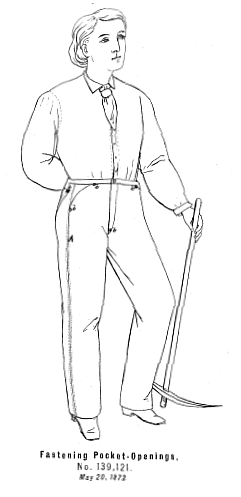
特許明細書中の図案

類似品が出回ることを危惧したジェイコブは、このリベット補強済みパンツの特許を取得しようとしたが必要な資金が無く、権利を折半するという条件でリーバイ・ストラウス社に特許申請を依頼し、特許申請は1873年5月20日に受理され、この「リベット補強済みパンツ」はリーバイ・ストラウス社製の製品として製造販売された。このパンツがジーンズの原型である。

ジーンズを着用して働く労働者たち（1933年ころ、メリーランド州）

1890年に「リベット補強済みパンツ」の特許は期限が切れ、そのアイディアは社会の共有財産となり、誰でもそれを製造してよい状態となり、多くの会社がリベット補強のパンツの製造・販売を開始した。

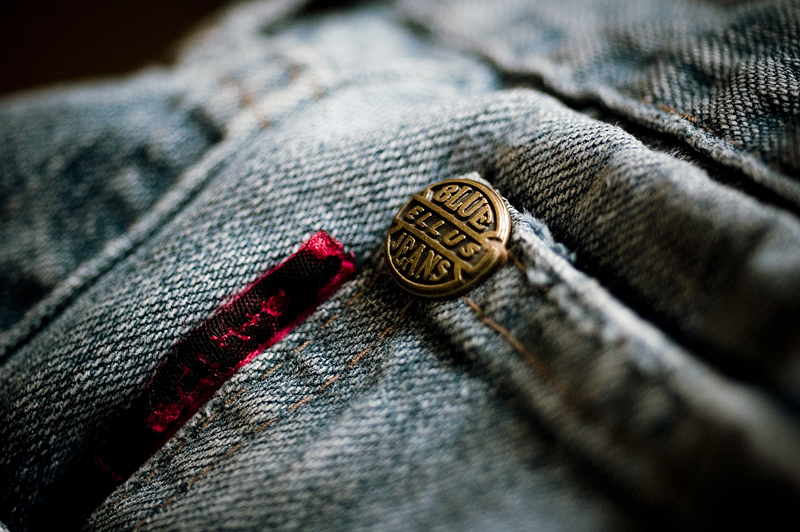
ジーンズの特徴のひとつである（特に擦り切れやすい箇所である）ポケット端を補強するリベットボタン。古くは銅製だったが、今では真鍮製が多い。

1900年代に入り、素材はキャンバス生地からインディゴ染めのデニム生地へと変遷し、縫製技術の進化等により1940年代には現在のジーンズとほぼ同様のデザインとなった。

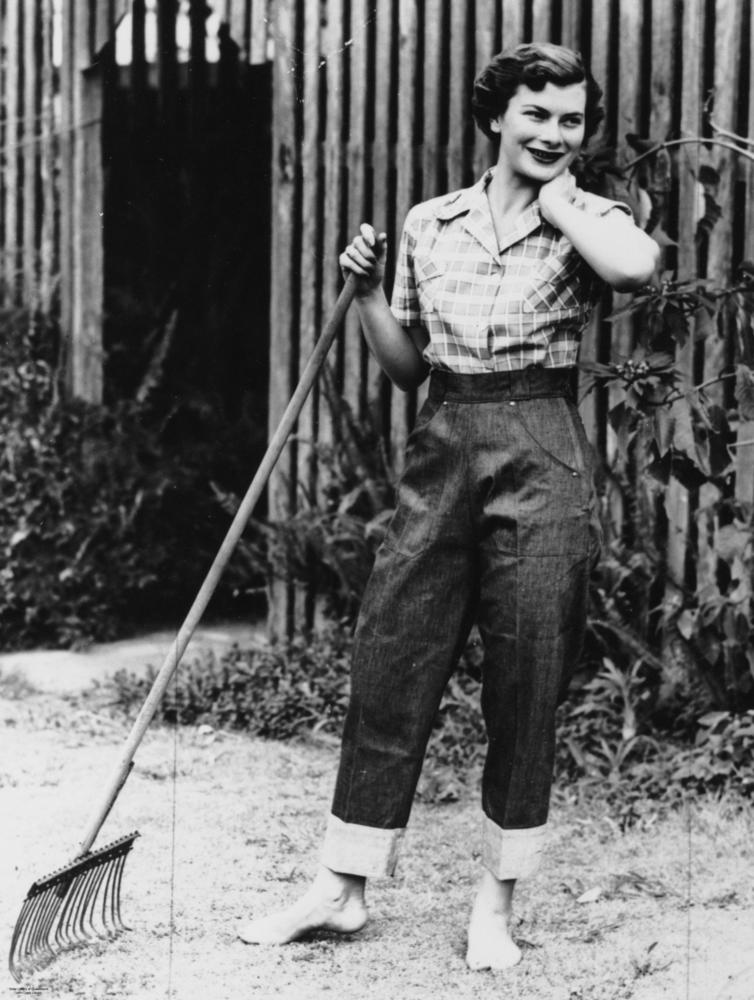
1952年のジーンズの販売促進用（広告用）写真。女性の手に枯葉などを取り除く掃除道具を持たせている。

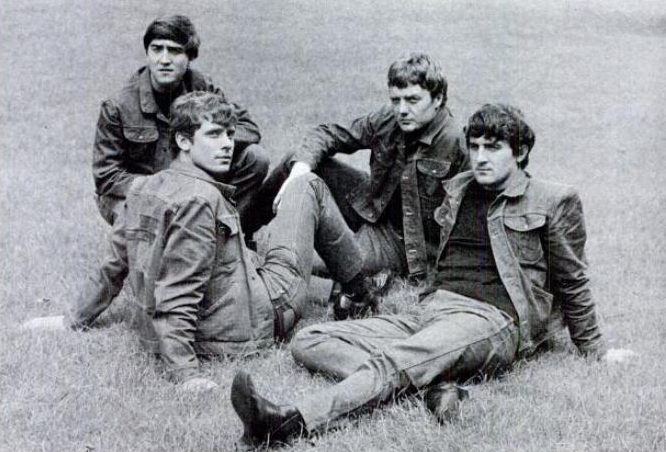
1960年代に活躍したSwinging Blue Jeansというイギリスの音楽グループ（1965年）。

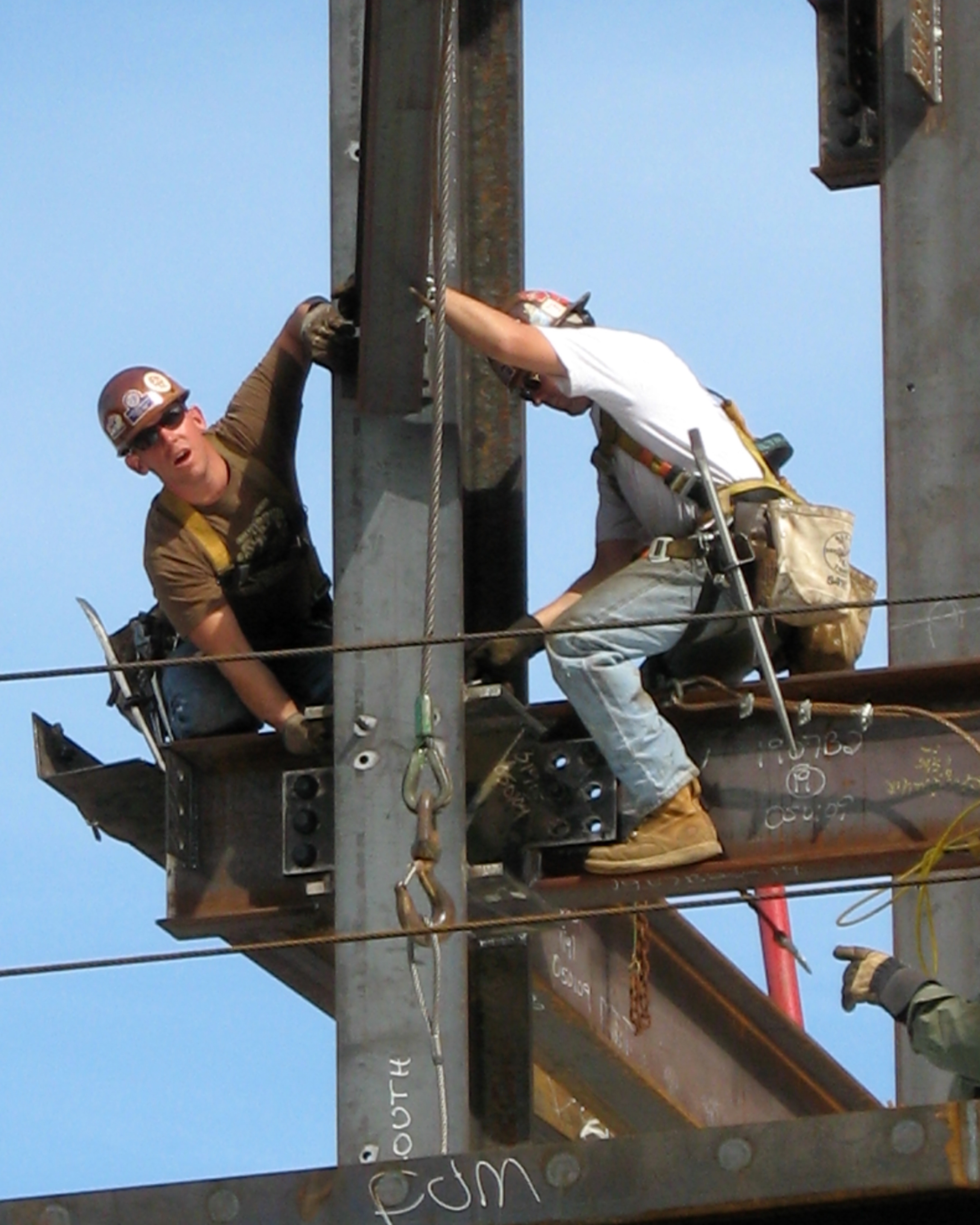
ジーンズを着用して鉄骨を組む作業をする建設現場の労働者たち（2006年、米国マサチューセッツ州）

1953年の映画『乱暴者』で主演のマーロン・ブランドがLevi's 501XXを、1955年の映画『理由なき反抗』でジェームズ・ディーンがLee RIDERS 101を着用した。これを見た若者が影響を受け、ジーンズは（米国の若者なりの主張を込めた）ファッションとして普及していった。当時米国では「反抗的な若者の象徴」と見なされたため、ジーンズの着用を禁止する学校が多かった。
現在では、単にカジュアルウェア、カジュアルウェアの中でもかなりくだけたもの、として着用されることが一般的で、1950年のように象徴的な意味が意識されることはほとんどなくなった。ただし、一般に正装とは見なされない。式典、格式の高いパーティなどではドレスコードで「ジーンズ着用者は入室禁止（参加不可）」とされることはしばしばある。また、一部では「アメリカの象徴」とされることがあり、韓国と北朝鮮の軍事境界線にある板門店では、ジーンズを穿いた韓国側からの観光客を、北朝鮮が「韓国はアメリカの手先」とプロパガンダに利用する恐れがあるとし、着用を一切許可していなかったことがある。一方、ドイツでは1997年、バイエルン州警察が男女警察官の通常勤務服ズボンとしてカーキ色のジーンズを追加採用している。従来型制服のスラックスが女性警察官の体格に合いにくいことに対処したものである。

### 日本
1923年(大正12年)山本彦太郎、ゑき夫妻がアメリカで「STAR OVERALL MFG CO.」を創業、日本人による初のデニムブランドとなる。
1926年(大正15年)生地の仕入れ方法、裁断、縫製など全ての技術を手に帰国。静岡県沼津市にて作業服製造販売会社「合資会社山本被服製造所」を創業した。民間企業としては日本初の工業被服工場となる。
1931年(昭和6年)に商標登録。
1945年の敗戦後にアメリカ軍 (GHQ) が放出した古着の中の大量のジーンズ、そして一気に流入したアメリカの映画や音楽等が普及のきっかけとなった。敗戦後の占領時代、闇市だったアメ横の店には、米兵相手の娼婦たちが客からもらった中古衣料を売り払いに訪れ、その中にあったブルーの作業スボンをその界隈ではGIパンツ、通称ジーパンと呼んだ。
外交官だった白州は1930年代にアメリカでジーンズを知り、戦後PXで購入したジーンズ姿で寛ぐ写真が1951年に公開され、日本中に知れ渡った。
1956年、栄光商事（後のEIKO）(港区北青山一丁目)がジーンズの輸入販売を開始（その後は米軍やその家族の放出品であるセコハンジーンズを扱う店がアメ横に登場）ロカビリー歌手やGS（グループ・サウンズ）の人気グループ御用達の店として、また長きに渡って一般客にも愛された。1957年には輸入衣料の規制が緩和され、栄光商事や大石貿易がリーやリーバイスと販売契約を結び、大量のジーンズが日本に流入した。
1958年に岡山県倉敷市児島のマルオ被服(現:ビッグジョン) が受託生産を開始。マルオは学生服製造の傍ら、アメ横の米軍放出品販売店から持ち込まれるジーンズの丈直しを手掛けていた関係から、早くからジーンズ製造に関心が高かった。1960年にマルオ被服がジーンズの生産発売を開始。同年に千葉県の高畑縫製がジーンズのEIGHT-Gを生産販売した。（「1961年に東京の常見米八商店(現:エドウイン)がビッグジョンより先に販売した」とする説もあるが、当時アメリカ中古ジーンズの販売を行っていた常見米八商店は息子をジーンズ生産の技術を学ぶために縫製会社の取引先であったマルオ被服に弟子入りさせていたので、あいまいである。）
「キャントン」は、1965年にマルオ被服が、アメリカの中古ジーンズを販売していた大石貿易と取引のあったキャントンミルズ社のデニム生地を買い国内で生産発表したジーンズの名である。大石貿易はいち早くアメリカ産デニムの独占輸入権を取得しており、1964年にジョージア州の布地会社キャントンミルズをパートナーに東京工場で日本市場向けジーンズ「キャントン」を作り始め、その西日本での製造販売契約をマルオと結んだ。当時の日本人には肌さわりが悪くゴワつくジーンズは受けいれられなかったため、マルオ被服 は「ワンオッシュ」という現在のジーンズ生産に重要となる技術を世界で初めて採用し、現在の日本製ジーンズだけでなく世界のジーンズ技術の礎となった。当初、マルオのワンオッシュジーンズは洗濯済みの商品を並べることに抵抗のあった百貨店からは拒絶されたが、1967年にマルオがビッグジョンのブランド名で米国コーンミルズ社のデニムを使った国産ジーンズをデビューさせると値段の手頃さもあって好調に売り上げた。この頃、流行り始めたヒッピーのアイテムの一つであったことも流行の後押しをした。その後1971年には1500万本のジーンズが売れ、1973年には4500万本と日本国内のジーンズ市場は急拡大を見せた。一方で、1970年に米国で布地の輸出が規制され、さらに1971年のニクソン・ショックによる円高でアメリカ産デニム生地は品薄・価格高騰となり、クラボウは広島のカイハラと組んで国産デニムを開発、アメリカ産と遜色ない出来に米国リーバイスからも発注を得た。1972年にはリー・ジャパン（堀越商会）、ラングラー・ジャパン（ヴァン・ジャケット、東洋紡、三菱商事）が設立され、日本ブランドもビッグジョン、エドウィン、ボブソン、ジョンブル、キャピタル、ベティ・スミス、バイソンなど多数出揃い、1970年代半ばには大手三社だけで300億円近くを売り上げる市場規模に成長した。
現在の日本でのジーンズ生産量1位の地域は、岡山県である[4]。（岡山県はビッグジョン が所在している）[注 2]。
1970年代以降は男性のみならず、若い女性もジーンズをはくようになった。1977年に大阪大学でアメリカ人講師がジーンズを履いた女学生を教室から退室させたことから「阪大ジーパン論争」が起こった。この論争は「ジーパンは作業着で、女性には似つかわしくない」という講師と「ジーパンはもはやファッションの一部」という女学生の主張が真っ向から対立し、最終的に講師が阪大を去るという結果となった。
1980年代には1950年代のリーバイス501などビンテージジーンズのブームが始まり、アメリカの古いジーンズが大量に輸入され、1990年代には数十万円を超える高価で取引されるまで沸騰した。それにともなって、ビンテージモデルを再現した新しいジーンズのリリースも始まった。1980年にビッグジョンが日本初のセルビッジ・デニムを使ったビッグジョン・レアを発売（布幅の狭いセルビッジデニムは手間がかかり大量生産に向かないため本国米国では廃れていた）、売上的には失敗したが、そのセルビッジ・デニム開発を手掛けたクラボウはその自社デニムをフランスのブランドに販売、このフレンチ・ジーンズをきっかけに、1987年にはリーバイス・ジャパンはクラボウのデニムを使って自社の1936年型501XXのレプリカモデル701XXをリリースした。大阪アメリカ村では、のちに「OSAKA5」と呼ばれる5つのショップが相次いでレプリカジーンズやビンテージの風合いを持つジーンズを相次いでリリースした（1982年田垣繁晴ステュディオ・ダ・ルチザン、1988年林芳亨ドゥニーム、1991年山根英彦エヴィスジーンズ、1992年辻田幹晴フルカウント、1995年塩谷兄弟ウエアハウス）。なお、セルビッジ・デニムを復活させたクラボウはその後も開発を続け、1985年に、大量生産時代以前のムラ糸（ジーンズ愛好者が好む「縦落ち」と呼ばれる色落ちを可能にする）を現代の技術で復活、セルビッジ・デニムでは日本は世界をリードするに至った。
こうしたビンテージにこだわるレプリカジーンズは世界的となったが、2007年にリーバイス・ストラウス社が日本のジーンズメーカー10社以上を商標権侵害で訴える騒ぎがあり、レプリカブームは過ぎ去った。セルビッジデニムを使った高額なプレミアムジーンズのブームも終わり、2009年にはGUが990円のジーンズを売り出し話題となった。

## インディゴ染料
インディゴ染めのデニム生地が使用され始めた理由として蛇や虫除けの効用を挙げる説がある。しかし微量ながらピレスロイドが含まれている天然藍には、ある程度の除虫効果があるが、不純物の無い純粋インディゴ（合成インディゴ）にはそのような効果はない。
またインディゴ染料にまつわる俗説として「昔のジーンズには天然インディゴが使用されていた」というものがある。事実は、1900年代のはじめ頃よりインディゴ染料は化学合成されたものがほとんどであり、ヴィンテージ・ジーンズはすべてこの合成インディゴで染色されていた。この説は1990年初頭までは雑誌や古着マニア等の間でまことしやかに流布されていた。逆に現在では高価ながらも少量生産のメリットを生かした天然インディゴ染めのジーンズがいくつかのメーカーから製造販売されている。
2008年9月14日に日本テレビで放送された『世界の果てまでイッテQ!』の企画で、「ジーンズをはいてるとガラガラヘビに噛まれないって本当なの？」というテーマで東貴博と福井未菜がアメリカ合衆国のテキサス州に赴き、東が天然インディゴ染めのジーンズを履いてガラガラヘビ10匹がいるセットを通過すると、当初は襲ってこなかったが、結局飛びつかれた。また、2009年5月23日放送の所さんの目がテン!では合成インディゴ染めのジーンズだと噛まれたが、天然インディゴ染めだと噛まれないとの結果が出ていた。

## 生地の厚み

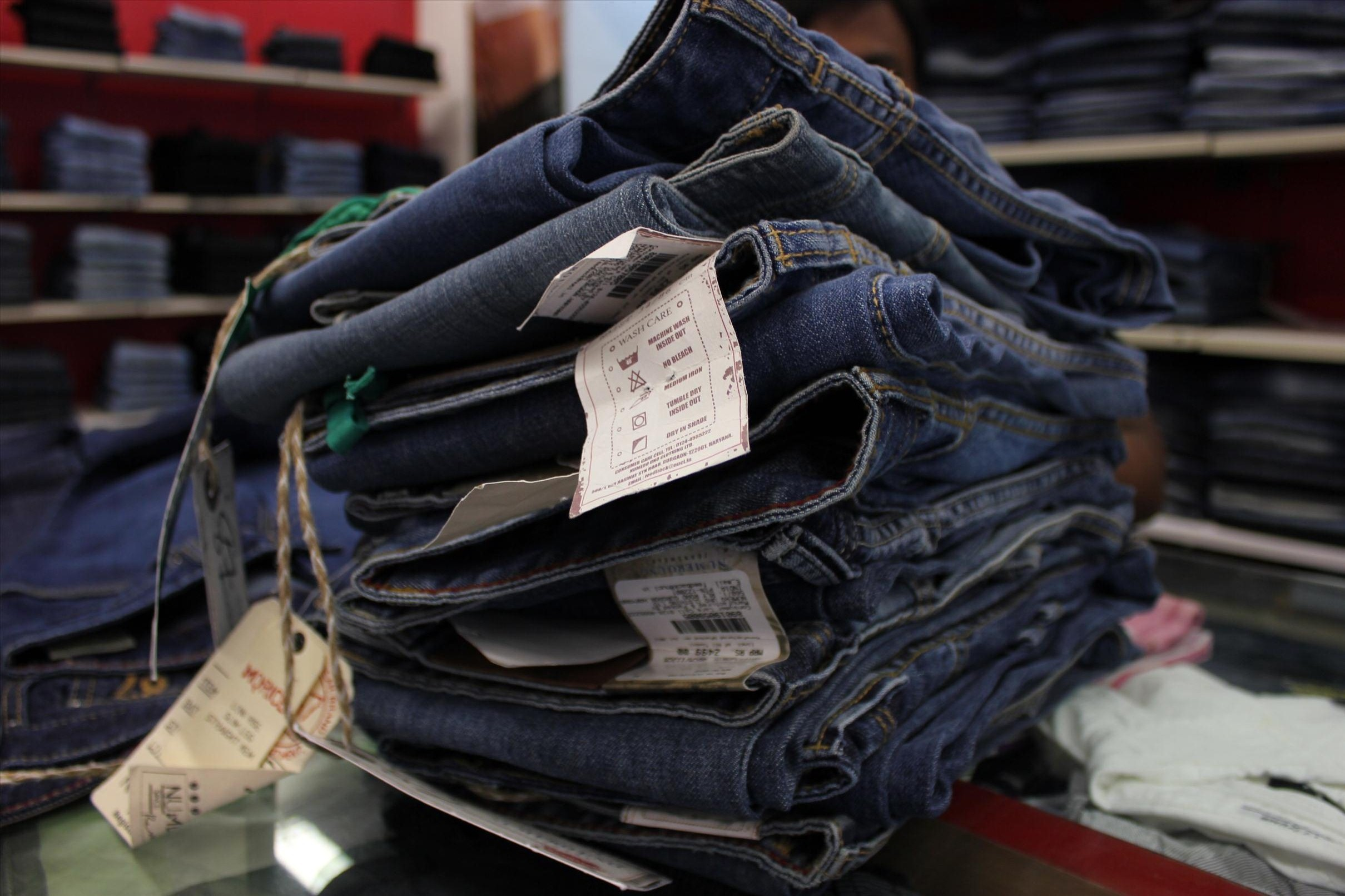
ジーンズが店舗で積まれた状態

「オンス (OZ) 」という単位で表され、ジーンズ1本の重さではなく1平方ヤードの生地の重さを表したもの。1オンス = 28.3グラム弱。1平方ヤード = 0.84平方メートル。
一般的には14オンスほどの厚みが多く、しなやかな履き心地がある。厚いほど生地は硬くゴワゴワし、馴染むまで時間がかかる。その硬さは洗濯して天日干しすると、壁に立てかけられるほどである。まさに丈夫で破れにくいのだが、夏場は非常に暑い。過去、1980年代にリーバイス ジャパンが15オンスデニムのモデルを販売していた。一方作業着ではなく、ファッションアイテムとしてのジーンズでは12.5オンス、11オンスなどがある。

## シルエット・スタイル
- 5ポケットパンツ
  - 前部に左右のポケットとコインポケット、そして臀部の左右のパッチポケットの計五つのポケットを備えたパンツのこと。いわゆるジーンズの基本デザインであるが、デニム以外の多種多様な素材もよく用いられる。

- ストレート
  - テーパードストレート
  - パイプドステム

ベルボトム

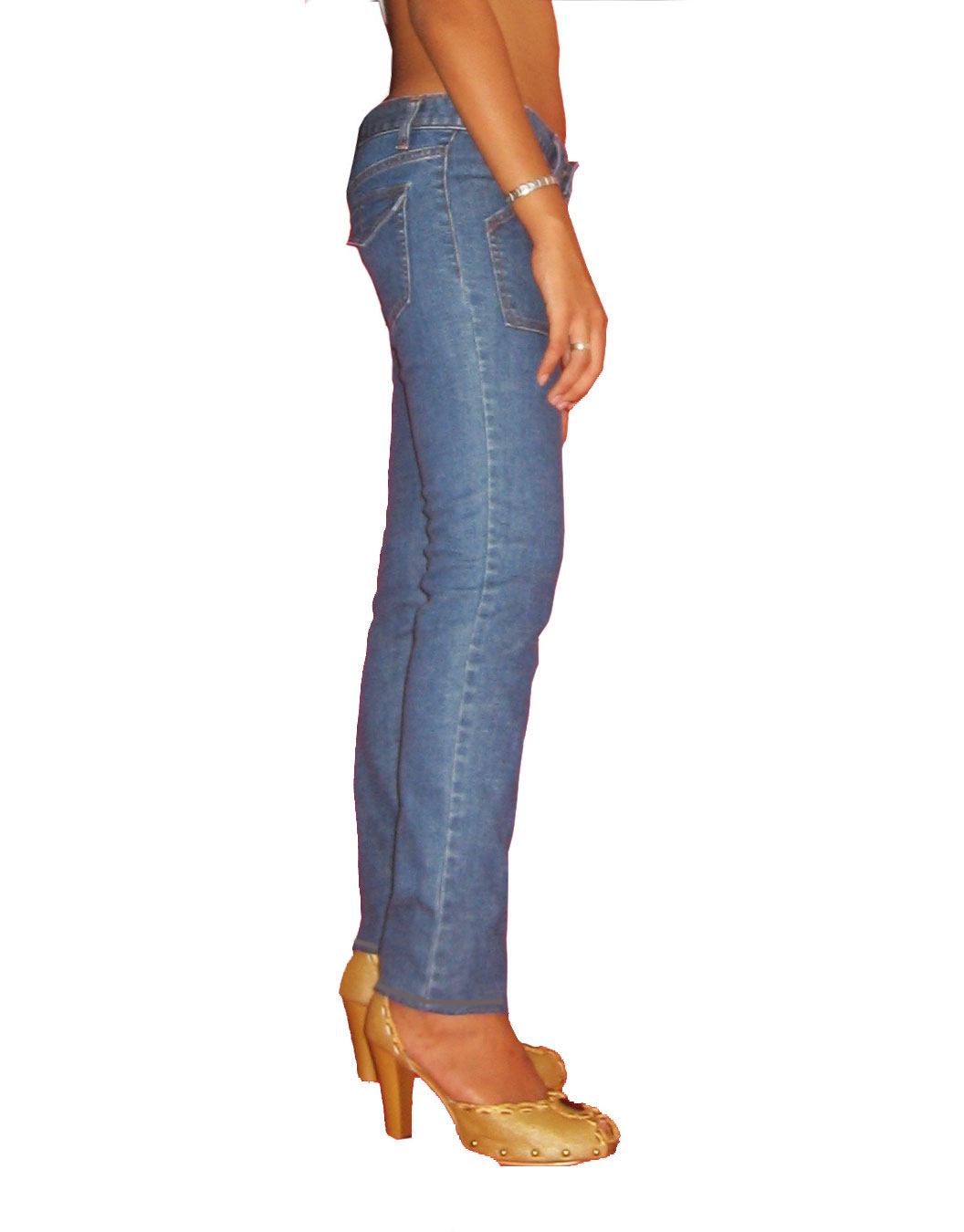
スキニージーンズ

- スリム：膝から裾にかけてストレートよりも細くなるもの。
- フレア
  - ベルボトム：裾の広がりがブーツカットよりも大きいもの。
  - ブーツカット：膝から裾にかけてブーツが収まる程度に広がっているもの。
- バギー
- ローライズ
- ヒップハング
- スキニー[11]
  - スキニーとは「皮膚のような」という意味を表しており、脚の筒の形が、全体的に肌にぴったりとなるように作られている。従来の、細身のジーンズなどより、より細く作られている。
  - 伸縮性のあるポリウレタン、ポリエステル等を含む混紡のデニムを使用することが多く、これが従来のスリムジーンズとは違った肌に張り付いたような感触とシルエットをもたらす。近年はコーデュロイやサテン製の物も出てきた。
  - 1990年代からヘルムート・ラング、ラフシモンズといったデザイナーズブランドでタイトなラインを描くジーンズはあったが、2000年代ディオール・オムの裾を溜めるスキニージーンズの流行をきっかけにブームが始まった。その後チープマンデー、エイプリル77、ドクターデニム、ジストといったスキニーを代表商品として人気を伸ばすブランドも現れ、ユニクロなどの安価なスキニーも浸透した。
- ディナー（ディナージーンズ）
- ブッシュパンツ
  - ブッシュ(やぶ、茂み)で穿くことを想定したアウトドア用途のパンツ。70年代以降からよく見られる。前部の左右のポケットと両膝にフタの付いたパッチポケット、臀部にフタの付いた左右のパッチポケットの計六つのポケットを備えている。主にデニムやコーデュロイが用いられる。ポケット補強用のリベットは使用されない。

## ダメージ加工

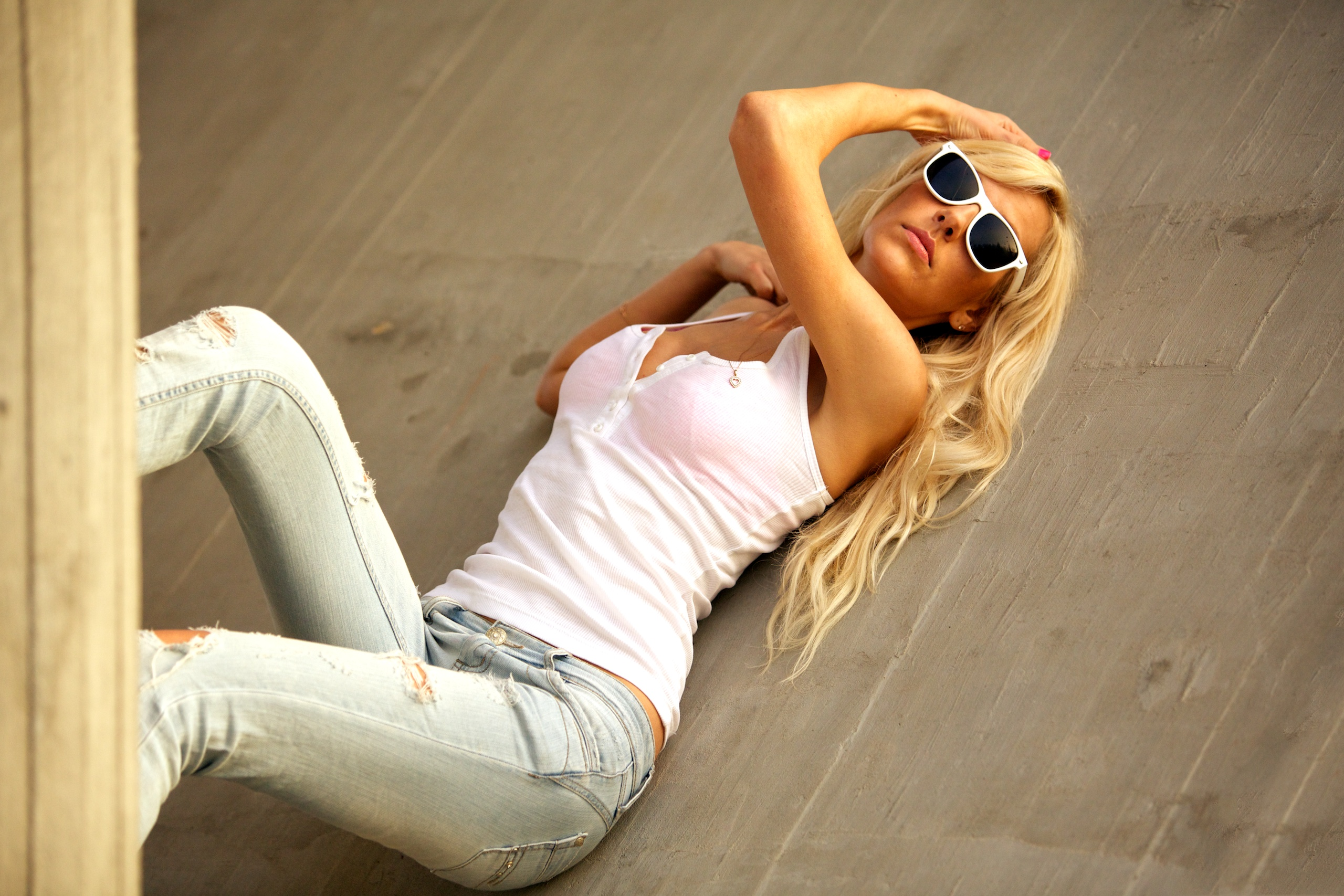
ダメージジーンズの一例。

ジーンズにダメージ加工を加えることを、ダメージパンツと言う。ダメージパンツは腿(もも)やひざ(膝)にわざと裂け目を入れたジーンズの事を指す。巷ではボロボロジーンズ、穴あきジーンズといわれている。他にもダメージデニム・クラッシュデニムと言われる呼称されている。英語ではRIPPED DENIM(リップドデニムと言い、リップドは「裂いた、切り取った」という意味。ダメージジーンズを自分で作る事も可能。
わざとやすりやナイフで傷を付ける、何度も洗濯機で洗う、漂白剤で浸す、接ぎ当てをする、刺繍を入れる、弾痕状の穴を開ける（ショットガン）など様々な方法でジーンズにわざとダメージを与え、個性的なジーンズを作る者もいる。この作業をダメージ加工という。最初から自然な色あせを作ったり（ユーズド加工）、破いたり（クラッシュ）するなどダメージ加工を施す店ないしメーカーもある。ダメージ加工はデニムの生地を傷めるため、通常のジーンズよりも耐久性が落ちる。
手作業による元祖は、ビッグジョンである。
殆どのアメリカやイギリスの先進国の学校そして日本にある各インターナショナルスクールではドレスコードのルールに従ってダメージ加工の加わった加工のジーンズを着ることが禁止されている。ダメージパンツを学校で着る事は不適当とされている。しかし生徒間の間では個性の主張を制限していると反対の声もあり、ドレスコードのルールにダメージパンツを加えていない学校も存在する。

### ケミカルウォッシュ

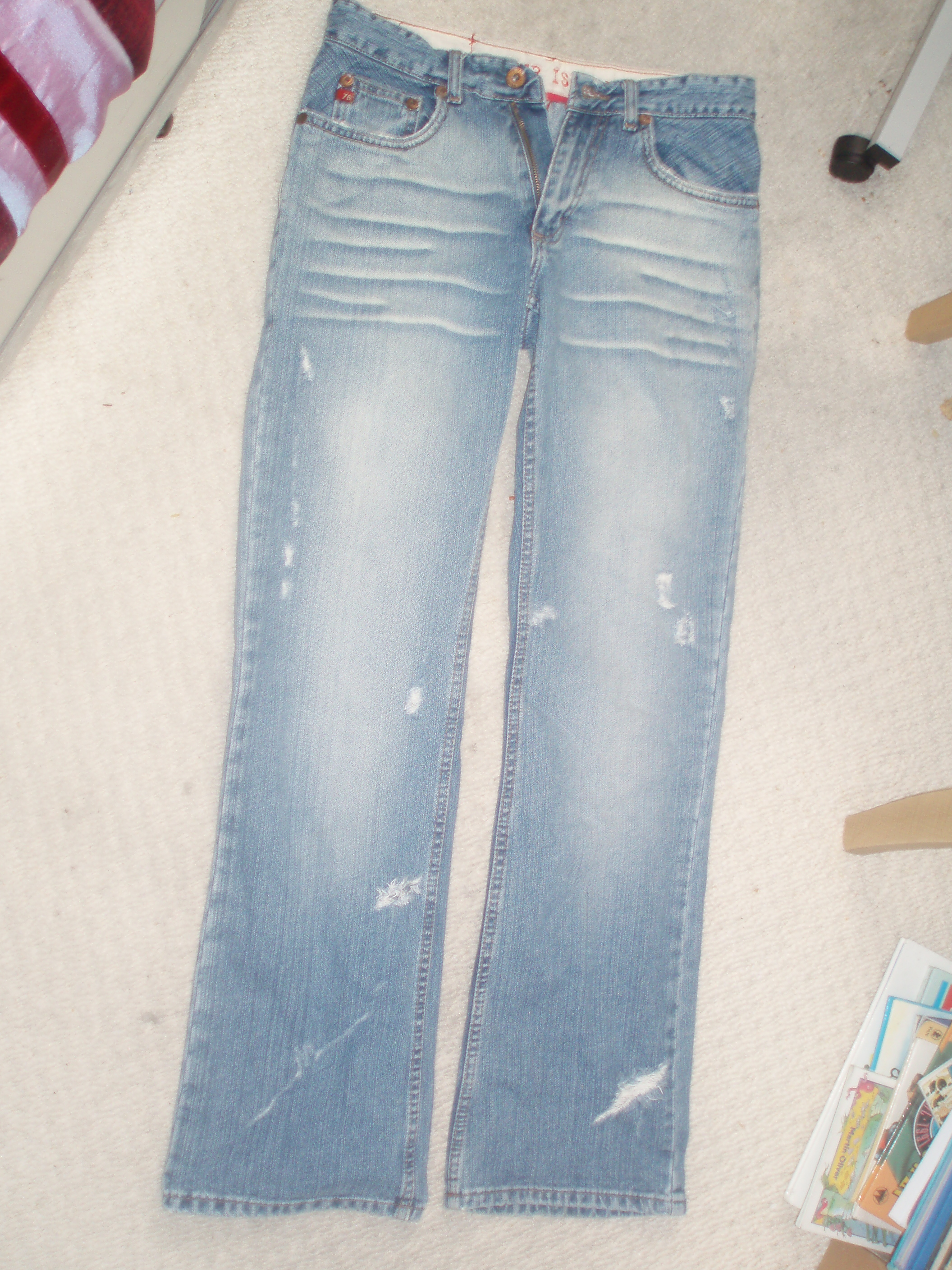
ケミカルウォッシュのジーンズの一例。

ケミカルウォッシュ（ケミカルブリーチ）は、洗剤（漂白剤）と砂利大の樹脂塊などを共に洗濯機で攪拌する等したダメージ加工の一種で、日本では1980年代後半に流行した。
一般的なファッション・シーンにおける流行が一巡し終焉を迎えると、ケミカルウォッシュの特徴的な質感が「サシの入った牛肉」のそれに酷似していることから「霜降りジーンズ」などと呼ばれ、時代遅れのアイテムとして侮蔑的に扱われるようになったが、2010年代以降の「80年代テイストファッション」が流行すると、10代向けの商品として再流行した。

## 洗濯
ジーンズも衣服であるので着用し汗・皮脂などを吸い込んだりよごれ・ほこりが付着した後には洗濯するのが一般的であるが、生地の表側が洗濯機の内側に擦れて痛むのを嫌い、洗濯時には裏返す事もある。
また、洗剤の中には、蛍光剤や漂白剤が入っている場合があるので、「色落ちを防ぐため」と考えて、それらが含まれていない洗濯石鹸や中性洗剤を使用する者もいる。それらを含まず「ジーンズ専用」と謳った洗剤も売られている。洗剤類を入れず水洗いで済ませる者もいる。なお、実はジーンズの色落ちは洗濯よりもむしろ日光（の紫外線）に当たること（「アタリ」とも）によるところが大きい。それを避けようと、裏返しに干したり、陰干しする者もいる。
中には色落ちや「不格好な皺」（と彼らが考えるもの）ができるのを嫌うあまり「洗濯しない」者すらいる。

## 用語
ステッチ
縫製糸または、縫製のこと。ジーンズに用いられる縫製は、バータック（後述）を除くとシングルステッチとチェーンステッチに大別される。黄色またはオレンジ色の糸が大半だが、カラージーンズなどではジーンズの色に合わせたステッチも存在し、そちらは糸の色が目立ちにくい。
パッチ
ウエストバンドの後ろにつく革や紙製のラベルのこと。主にブランド名やサイズなどが表記されている。復刻版でない古着ではそのデザインや字体からおおよその製造年代を判別することができるが、紙パッチの場合消失したりして困難なこともある。
コインポケット（ウォッチポケット）
ジーンズ前面右手ポケット上部に付いている、デニムで出来た小さなポケットのこと。もともとは懐中時計を収納するためのウォッチポケットであり、スラックス前面右ポケット内にあるウォッチポケットと同じ目的で付けられているのだが、腕時計の普及に伴い使用されなくなっていった。現在の名前のとおり硬貨を入れるために流用することも出来るが、もともと懐中時計1個をぴったり収めるだけの用途であったためポケットにマチが付けられておらず、実際に硬貨を収納するにはスペースがほとんどないに等しい。よって一種の装飾部位として仕様だけが引き継がれている。
リベット
ポケットの端など力のかかる部分を補強するために打ち込まれた鋲のこと。ジーンズ誕生の要。金属製で銅（コパーもしくはカパー。赤銅色）が素材として用いられる。ほかには鉄（黒褐色）やアルミ、ニッケル（銀色）、真鍮などの合金が生地の色などに応じて使われることもある。また形状もブランドによって異なる。現在はカンヌキと呼ばれるバータック（ジグザグのステッチ）で代用される場合もあり、リベットが無いジーンズも存在する。1937 - 1966年のリーバイスジーンズでは、鞍を傷つけないためにバックポケットの補強部分については生地の内側から打たれた「隠しリベット」が用いられた。1940年代までには股部分にもリベットが施されていた（クロッチリベット）。
スレーキ
フロントポケットの袋布に使用される素材名。堅牢な綿素材が一般的。
右綾・左綾
デニムの綾目の方向のこと。一般的には右綾が用いられる。左綾のジーンズは Lee が有名。それぞれ色落ちや、収縮率の大きいジーンズでは脚部の捩れなどに違いが出る。
シンチバックル（バックシンチ）
後ろの腰部分に付けられたウエストのサイズを調節するバンド（アジャスターストラップ）。ワークウェアとしての位置付けが強かったジーンズ黎明期ではサスペンダーと共にもっぱら取り入れられていたが、ファッションウェアとして傾向するにしたがってベルトによってウエスト調節をするのが主流となり、リーバイス501では第二次世界大戦中に発売したモデルを契機に仕様から外された。ただし現在でも仕様の一つとして、シンチバックルが取り付けられたジーンズが様々なメーカーから販売されている。
タブ
ヒップポケットの回りなどに縫い付けられたブランドを表す織りネーム。リーバイス・ジーンズでは右ヒップポケット左上に赤、オレンジ、白などのタブが付く。リーのタブは右ヒップポケット口ステッチ内に、ラングラーでは主にバックヨークのダブルステッチ内に縫い付けられている。なお混同され易いが、タグとはジーンズ内部に付けられる品質表示や注意書きのラベル（インサイドネーム）、または外部に付けられるハングタグなどを指す。
大戦モデル
第二次世界大戦中のジーンズのこと。物質統制により簡素化されたディテールが特徴。
バックヨーク（サドルバック）
腰の切り返し部分、すなわちウエストバンドとヒップの間の鈍角二等辺三角形の部分のこと。ジーンズ形成の上で重要な部分である。
セルビッジ（アメリカ英語: selvage、イギリス英語: selvedge）
耳とも呼ばれ、生地の両端のこと。シャットル織機は織り幅が36インチ前後と狭く、ジーンズを縫製するために効率よく生地を裁断するとこのセルビッジが両足の外側に回されることになる。そしてジーンズが脇割り縫い仕様である場合このセルビッジが特徴的な色落ちをもたらす。英語圏ではジーンズに限らず広く用いられる裁縫用語で、語源は中世英語のselfegge（現代英語の正書法ではself-edge）であり、最初の使用例は15世紀に遡ることができる。
赤耳
赤いステッチが入っているデニムのセルビッジのこと。裾の裏側で確認できる。古いリーバイスジーンズの特徴の一つであったが、1990年代以降のオールドリーバイス復刻モデル（レプリカまたはリプロダクト）や、他メーカーでもヴィンテージ様に作られたジーンズでは現在もよく見られる。
脇割り縫い
縫製方法の一つ。ジーンズに限らず一般的なスラックスに用いられる。対義語はインターロック（合わせ縫いの後生地の端を割らずにかがり縫いする縫製）。
バータック
ジーンズの前フライ下股部分やヒップポケット両側上端、ベルトループの縫製などに用いられる棒状の補強縫製のこと。ステッチの形状が棒＝バーのようであることからバータックと呼ばれ、日本ではカンヌキ（止め）などの呼び名も使われる。リーバイスジーンズは原型では股の部分やヒップポケットがリベット補強されており、1950‐1960年代にリベットの廃止に伴ってバータックに変わった。横一文字またはそれを平行に並べるのが基本だが、ヒップポケットなどに×印形のバータックを施すブランドもある。
ボタンフライ
フロント部がボタンになっていること。リーバイス501が代表的。防縮加工技術が開発される前は、ほとんど全てのパンツはボタンフライであった。
ジップフライ
フロント部がジッパーになっていること。
トップボタン
ウエスト部を留めるフロントボタンのこと。ジップフライのジーンズではボタンは1つしかないが、ボタンフライの場合は一番上に付くボタンとなるのでこう呼ばれる。表面にブランド名が刻印されるのが一般的。ラングラーはフラットな面のトップボタンを採用し、そこにロープ文字をイメージしたブランドロゴが刻印されている。これに対しリーバイスは表面が複雑なレリーフ状のデザインとなっており、裏側留部には生産工場番号が刻印される。
ヒップポケット
バックポケットとも言う。ヒップの部分に大抵左右一対となるよう設けられた大き目のポケット。五角形のものが多いが、Leeの楯形や、長方形、変則六角形、U字形のもの、また近年はフラップ付き（ダミーも含む）のものも見られる。リーバイスのアーキュエットステッチ（弓引き形）や、ラングラー、エドウインのW字ステッチ、LeeのレイジーS のようにブランドを表すステッチが施されることが多く、これは補強布を縫い付けるためのステッチが起源である。
ヴィンテージ
フランス語でワインの生産年のことである。特に豊作の年の極上ワインを「Vintage wine」と称することから、ジーンズの過去の名品を総称してヴィンテージジーンズと呼ぶことがある。年代や状態にもよるが、ヴィンテージジーンズは一部の愛好家の間で高値で取り引きされ、希少性の高い古い年代のデッドストックでは数百万円という値が付けられる事もある。
ダメージジーンズ
ファッション性を高めるために傷や汚れ、脱色といった加工を加えたジーンズ。
アタリ（英語: fades）
ジーンズの腿、膝、ヒップ、裾など突出した部位の色落ちおよびその部分を指す言葉。デニム表面が色々なところに擦れて＝当たって色落ちすることから。裾のアタリは纏りがシングルステッチだと縦じわ状に出るが、チェーンステッチでは斜めに出る。
ヒゲ（英語: whiskers；日本語のヒゲを輸入して英語: higeとも言う）
ジーンズの腿の付け根周辺に出る筋状の履きじわが、履き込む過程で擦れてできる色落ちのこと。形状が猫のヒゲに似ていることから。
蜂の巣（英語: honeycombs）
ひざ裏のしわによってできる、ひざ裏部分の色落ちのこと。裏ヒゲとも呼ばれる。
ディナージーンズ
1979年 - 1982年頃にニューヨークやフランスで流行った、主に女性用のディナーの際に着用してもおかしくないドレスアップされたジーンズの総称。高いウエストは締まりヒップラインを強調しサイステッチやバックポケットのステッチに凝っている。サスーンやカルバン・クライン等の製品が有名であった。
リジッド
防縮加工を施していない、未洗いの状態で出荷されたジーンズを主に指す。ノンウォッシュや生デニム等と称される事もある（特性等については下記のLevi's501を参照）。また防縮加工デニムであっても、生地に洗いがかけられておらず糊がついたままの生の状態を表す。
ストーンウォッシュ
ジーンズのユーズド加工の原点である洗い加工の手法。ジーンズを軽石と一緒に洗うことで、石とデニムの表面が擦れてジーンズ全体が中古感のある色落ちとなる。1970年代後半にエドウインが始めたのが最初。なお洗い（ウォッシュ）に関しては、概ね色の濃い方から リジッド - ワンウォッシュ（リンス） - ストーンウォッシュ - ケミカルウォッシュ - ブリーチ という順になる。洗い加工はブルージーンズに限らずブラックジーンズなどにも行われる。近年は部分的に色を落としたり、汚れのような染色を加えるユーズド加工もよく行われる。
後染め
製品染めとも言う。先染めに対する言葉で、布（生地）を織り上げてから染色すること。メーカーから発売されるカラージーンズは大抵、大元がホワイトジーンズでこれを後染めして作られる。ショップによってはブルージーンズをも後染めして販売している。なおブラックジーンズには、全面的に後染めされたリアルブラックと、ブルージーンズの縦糸を黒に変えたブラックデニムで作られるもの（先染め）の2種類がある。
フラッシャー
新品の販売時にジーンズの右ヒップポケットの辺りに取り付けられている、大きな紙製の一種のラベルのこと。正式にはバックポケットフラッシャーと言う。またフラッシャーとは別に、ベルトループから下げ札（ハングタグ）が吊るされたりウェストバンドに縫い付けられることもある。デッドストックにはこれらが残っているものが比較的多い。

## ジーンズブランド一覧

### 世界三大ジーンズブランド

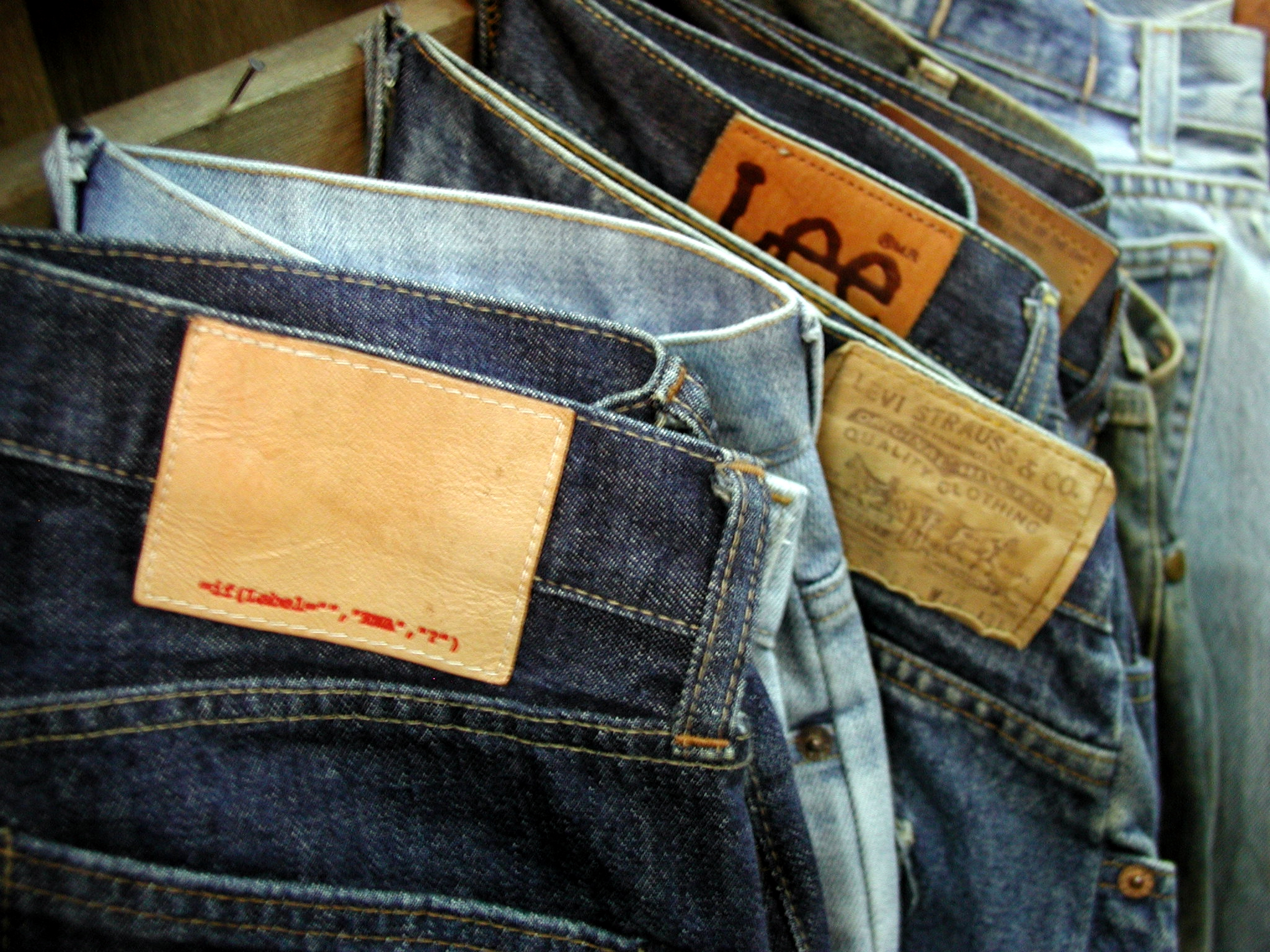
ジーンズはお尻側のベルトとおしあたりに製造・販売する会社やブランドを表示するタグ（一般に薄茶色の四角い皮革・布・合成樹脂など）がつけられているものが一般的である。

- Levi's（リーバイス）
- Lee（リー）
- Wrangler（ラングラー）

### 各国のジーンズブランド
- ARMANI JEANS
- VERSACE
- CALVIN KLEIN JEANS
- DIESEL（ディーゼル）
- GAP（ギャップ）

#### 日本三大ジーンズブランド
- エドウイン（EDWIN）
- ビッグジョン（BIG JOHN）
- ボブソン（BOBSON）

#### その他の日本産ジーンズブランド
- ウエアハウス（WAREHOUSE）
- エイトジー（EIGHT-G）
- エヴィス（EVISU）
- コム・デ・ギャルソン（COMME des GARCONS）
- サムライジーンズ（SAMURAI JEANS）
- ジーユー
- シュガーケーン（SUGAR CANE） by 東洋エンタープライズ（TOYO ENTERPRISE）
- ジョーマッコイ（JOE McCOY） by ザ・リアルマッコイズ（THE REAL McCOY'S）
- ステュディオ・ダ・ルチザン（STUDIO D'ARTISAN）
- バズリクソンズ（BUZZ RICKSON'S） by 東洋エンタープライズ（TOYO ENTERPRISE）
- ビームス（BEAMS）
- フェローズ（PHERROW'S）
- ザ・フラットヘッド（THE FLAT HEAD）
- 桃太郎ジーンズ
- ユナイテッドアローズ（UNITED ARROWS）
- ユニクロ（UNIQLO）
- ディッキーズ（Dickies）

## 特に有名なモデル

### LEVI'S
501
リーバイ・ストラウス社の代表的な製品。1890年に自社製品へのロットナンバー（品番）付番制度を導入したのをきっかけに誕生。501 は当時の最高品質デニム生地であるXX（ダブルエックス＝エクストラ･エクシード）デニムを使用する製品に与えられた品番である。現在、501は商標登録（ジーンズカテゴリー）がされており単なる品番ではなく商品名となっている（よって "501(R)"と表記されることが多い）。縫製技術の進化等により細部に変更を加えられながら現在まで製造販売が継続されている。なお日本では主に「ごーまるいち」と呼ばれるが、英語での呼称は「ファイヴ・オー・ワン」である。
特徴は前開きがボタンフライであること、使用しているデニム生地が防縮加工がされていないこと。このため洗うと数インチ（比率で言うと8%または10%）縮むことを考慮して購入するのが 501を穿く上での常識である。この前時代的な特性をリーバイスは「シュリンク・トゥ・フィット」、つまり洗濯を繰り返すことで身体に馴染んで行くと説明している。このデニム生地はコーンミルズ01デニムと呼ばれ、一時期であるが腰部の紙パッチに 501-0117 （17は色コード。ブルーの 501では他に13や15もある）などと印字された製品も流通した。しかし1980年代あたりからの多彩なバリエーション（洗い加工：同じ01デニムでも収縮率が小さい、異素材使用：例えばブラック・ホワイトはプリシュランクの06デニムまたは59デニム、色コード51(白)‐60(黒)）の展開等により、既に「シュリンク・トゥ・フィット」の特徴を備えるオリジナルリジッドの 501は 501(R) という製品の1バリエーションに過ぎなくなっている。なお、レディスモデルはアメリカ製が 17501または26501、近年のものは W501という型番になる。また、かつてはステューデントモデルの 701（ヒップポケットが縦長）や、廉価版のオレンジタブ 20502が生産されたり、ロングレングスのものが 1501や2501と表記された時期もある。
かつては大部分をアメリカ、一部をイギリス、フランスで生産していたが、今ではメキシコ、フィリピン、ドミニカ共和国等に生産が移管されている（2004年1月にアメリカの自社工場は閉鎖）。また旧型501の復刻版等の仕様が特別な製品の中には、アメリカ（外注）や日本で生産されたものもある。
502
1954年 - 1970年代初頭にかけて 501 のジップフライ版の 501Z XX（1966年以降 502-0117）という製品が販売されていた。1954年当時には試作的意味で、まずボーイズ用の 503Z XX やユースモデルの 504Z XX（いずれも後年日本で復刻生産される）を先行販売してから 501Z XX を発売している。それでも、01デニム使用のままジップフライとしたため、デニム生地の縮みに伴いジッパー部が歪み、故障が頻発したという。なお、1986年から復刻生産された日本製の 502はプリシュランクデニムのためそのような問題は無いほか、初期のものは隠しリベット付きであることから形態は 501Z XX の復刻版であり、いずれとも異なるモデルである（後期復刻版では隠しリベットを無くして本来の 502 に近付いたが、パッチの型番表記の字体のみは原型と異なる）。なお 502という型番は、1950年頃 501(R) のビッグサイズのものに付けられたのが最初である。また、ジップフライの 502はアメリカでの生産停止後も、上記復刻版の登場までは香港などで少量生産されていた。
505
1967年に発売されたジップフライ型モデル。前述の 501(R) や 502よりもやや細めのストレートジーンズ。前身は 551Z XX（ Z は zipper ：ジッパーの意）というロットナンバーで1961年、アメリカ東部向けに製造された。1990年代のジーンズブーム時にヴィンテージ物が非常に良く出回った。プロセス686と呼ばれる防縮加工が施された02デニムを使用。発売した頃は「シュリンク・トゥ・フィット」の謳い文句とは対照的に、ぴったりのサイズを買うよう求める文句がフラッシャーやタグに記載された。502と異なり、素材やシルエットのみならず、ヒップポケットやバックヨークの形状・寸法も 501とは別物である。特に1990年前後のものはバックヨークが狭くほとんど長方形に近い。517や510など多くのジップフライモデルは 505を基本としている。このロットナンバーは US505 と 505（俗称・極東505） の2種類が存在した。USバージョンはアメリカ製、USなしはフィリピン・香港・マカオ製である。同じサイズでもアメリカ製はテーパードシルエットでヒップポケットが大きめなのに対し、フィリピン製の方がパイプドステムで腿周りのシルエット、ヒップポケットともに細めだった。なお、アメリカ製には更にタイトな 506、逆にゆったり目の 550、オレンジタブの廉価版 20505、40505 や、ごく短い期間だが股上の短い 805も存在した。501と同様にレディスモデルもある。またボーイズ版は 305となる。
510
1980年代に 505から派生したテーパードストレートモデル。元々は 505よりも腿周りをゆったりさせたコンフォートフィットがコンセプトであったが、高めのヒップポケット位置と相まってヒップが上がり足が長く見える「足長ジーンズ」として人気があった。英語での呼称はファイヴ・テン。レディスモデル、スリム版の 610、廉価版の 20510、ボーイズ版の 210も存在した。レッドタブモデルはテキサス州エルパソ工場でのみの生産であった。
517
「サドルマン」あるいは「ブーツカット」と呼ばれる膝から下にかけ緩やかに広がるシルエットで、見た目の美しさが光るモデル。0217デニムを使用。ラングラーのジーンズと同様に折り目を入れて穿かれることも多い。1971年発売。505と同様にオレンジタブの廉価版（正式型番 20517 及び 40517）が存在した。コーデュロイ素材（素材コード15）のものも多く出回った。ボーイズ版は717。かつては類似した型番で 507というモデルが存在したが、こちらはフィリピン製のレッドタブ・ベルボトムジーンズであった。
569
リーバイスで一番太いシルエットが特徴、おもにHIPHOP系の人に履かれていたが近年のタイトシルエットブームですっかり影が薄くなってしまった悲劇のジーンズである。なお、アメリカには更に太いバギージーンズとして 570というモデルも存在した。リーバイスのルーズフィットジーンズは、1980年代に発売された 509辺りがその起源とみられる。
606
タイトスリム（スーパースリム）のジーンズ。1968年発売。一時期にはレッドタブのブルーとホワイトタブのブラック・ホワイトが生産され、ミュージシャンやアイビー派などの間で人気を博した。現在ではブラックとBIG「E」のオレンジタブ復刻バージョンがある。かつてはフィリピン製で更に細い「スーパータイト」の605というモデルも存在した。
646
膝から下の広がりが517よりも大きい「ベルボトム」と呼ばれるシルエット。1969年発売。オレンジタブでリベット・コインポケットは無い。またコーデュロイ素材などを除いて基本的にパッチ無し。それらの点以外、膝から上は 606 と共通で（但し後ろ両サイドのベルトループがかなりセンターに寄った製品もある）、裾のシルエットだけが正反対となる。ごく初期のものは、インサイドシームをロックではなく脇割り縫製していた。早くから日本製品も存在した。現在、ヴィンテージ・ラインに70646-0010として復刻されている。かつては裾の広がりが一層大きい 684（ビッグベル）や、逆に小さめで 517 との中間的なステューデントモデル 746 も生産された。他にリーバイスのベルボトムにはホワイトタブのカラージーンズ・609や、レッドタブの557というモデルもあった。

### Lee
101
アメリカの3大ジーンズブランドの一つ、Leeの製品。Leeではジーンズのことを Riders （この場合は馬の乗り手の意味）と呼称する。101 は、かのジェームズ・ディーンが映画劇中および私生活で愛用した。ボタンフライとジップフライの2タイプが存在。Leeはジーンズにジッパーを導入した初めてのメーカーでもある。

### Wrangler
11MW
1947年に発売。ハリウッドの西部劇スターの衣装をデザインしていたロデオ・ベンがデザインし、世界初のファッションデザイナーによるジーンズとされている。また防縮加工された初めてのジーンズでもある。Wranglerはそれまでウエスト・オーバーオールと呼ばれていたデニム製ワークパンツ（すなわちジーンズ）をジーンズと呼んで販売した初めてのブランドである。
13MW
11MW の後継モデル。全米プロ・ロデオ協会公認ジーンズである。ブロークンデニムを使用。このブロークン（ツイル）デニムは綾織の綾目を崩した織物で、表面がソフトで手触りも柔らかく洗ってもよじれることがない。ロデオ乗りの間ではスラックスのようにアイロンでセンタークリース（折り目）を入れて穿かれる。そのため古着として輸入された 13MW にはセンタークリースが白い線状に色落ちしている物がよく見受けられる。

### BIG JOHN
M1002
1967年に開発された日本人の体型に合わせた初めてのジーンズ。シルエットの改善により、世界のジーンズが作業着からファッションになるフィットするジーンズの起源モデル。
それまでは、アメリカ人の体型に作業着シルエットのため、非常に太く、背が低く細い日本人には合わなかった。
また、世界で初めて製品洗いしたジーンズの後継モデルで、現在の中古洗い加工など日本ジーンズのパイオニアモデル。

### EDWIN
400番台
インターナショナルベーシックシリーズのジーンズ。エドウイン社のストレート・スリムジーンズの定番となっている。402 - 405 がストレート、406 - 408 がスリムである。ストレート・スリムともに末尾の数字が大きくなるほど太目のモデルとなる。
503
現在のエドウインにおける定番シリーズ。洗い・防縮加工のみの製品から、甚だしい色落ち・傷つけ加工を施した製品まで、多彩なシリーズ展開を誇る。
505
赤耳付きヴィンテージジーンズが流行した1990年代なかばに一世を風靡した。
1400番台
1980年代のインターナショナルベーシックシリーズ。一世を風靡したブリーチのYT1410（ロンドンスリム）を筆頭にストレート、ルーズスリムまで、現在と同様に多彩なラインナップを誇った。

### 国産レプリカブランド
- 1990年代より、リーバイス501やLee101などのレプリカを、岡山県産のデニム等を原材料[要出典]とした日本国内産のジーンズが開発され現在に至っている。この中には長期に渡って製造され、初期生産ロットに高値となるものも存在する。例えば、エヴィスジーンズの2001、リアルマッコイズの901、フリーホイラーズの601、ザ・フラットヘッドの3005、サムライジーンズのS5000VX等である。ドゥニーム(DENIME)、フルカウント、フェローズ、アイアンハート、ステュディオ・ダ・ルチザン、ウエス、シュガーケーン、ウエアハウス、デラックスウエアといったブランドも数々の名品のレプリカやオリジナルジーンズを開発している。

## ギャラリー

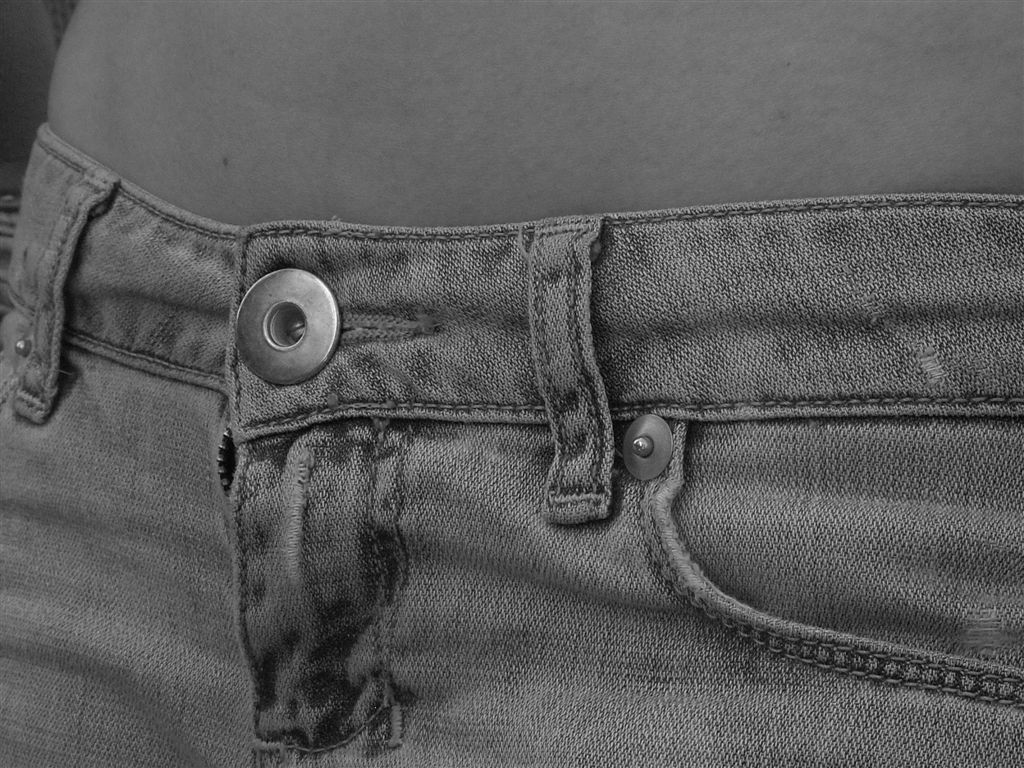
カラージーンズ、ステッチが目立ちにくい。
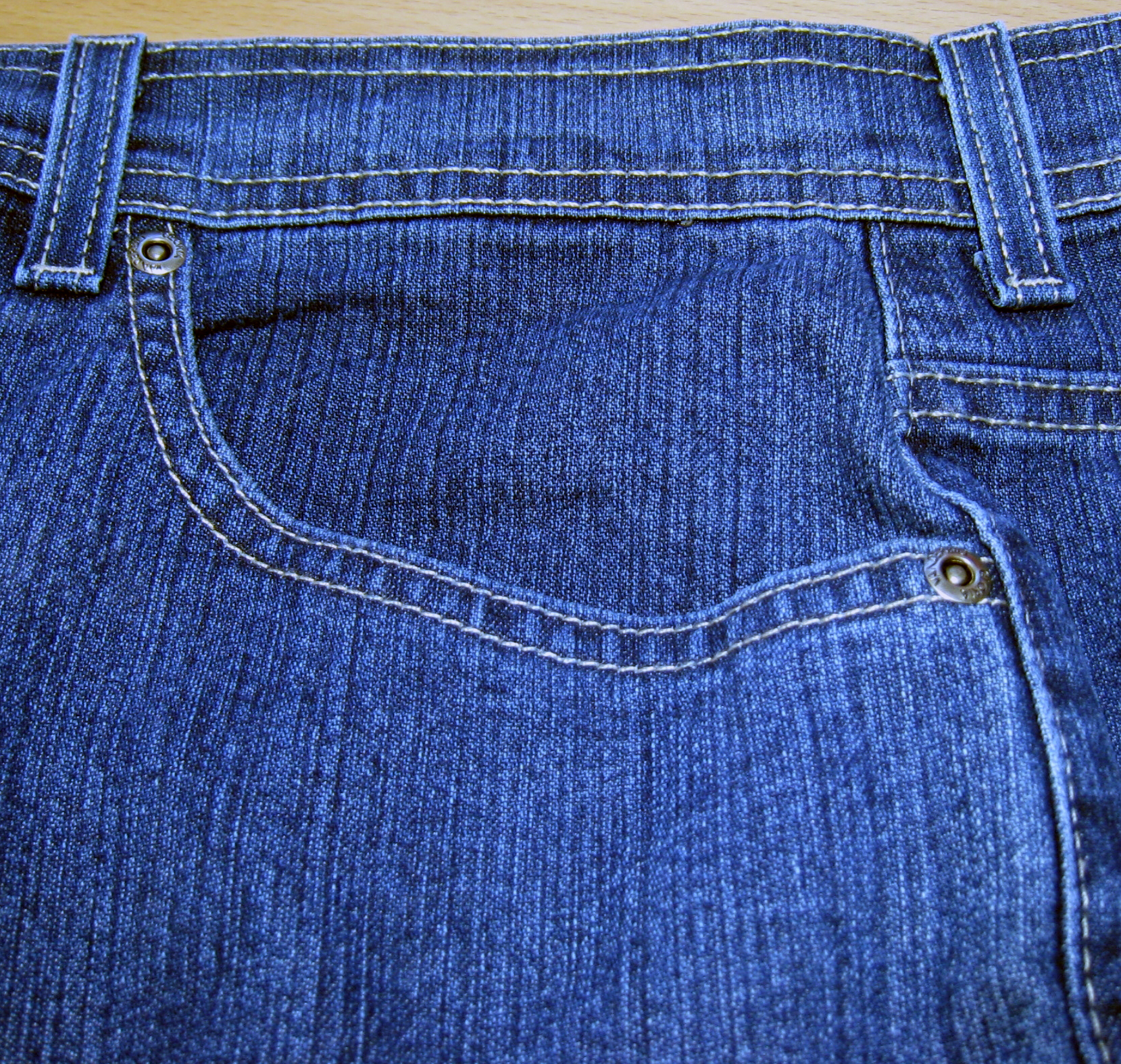
ジーンズの正面ポケット。
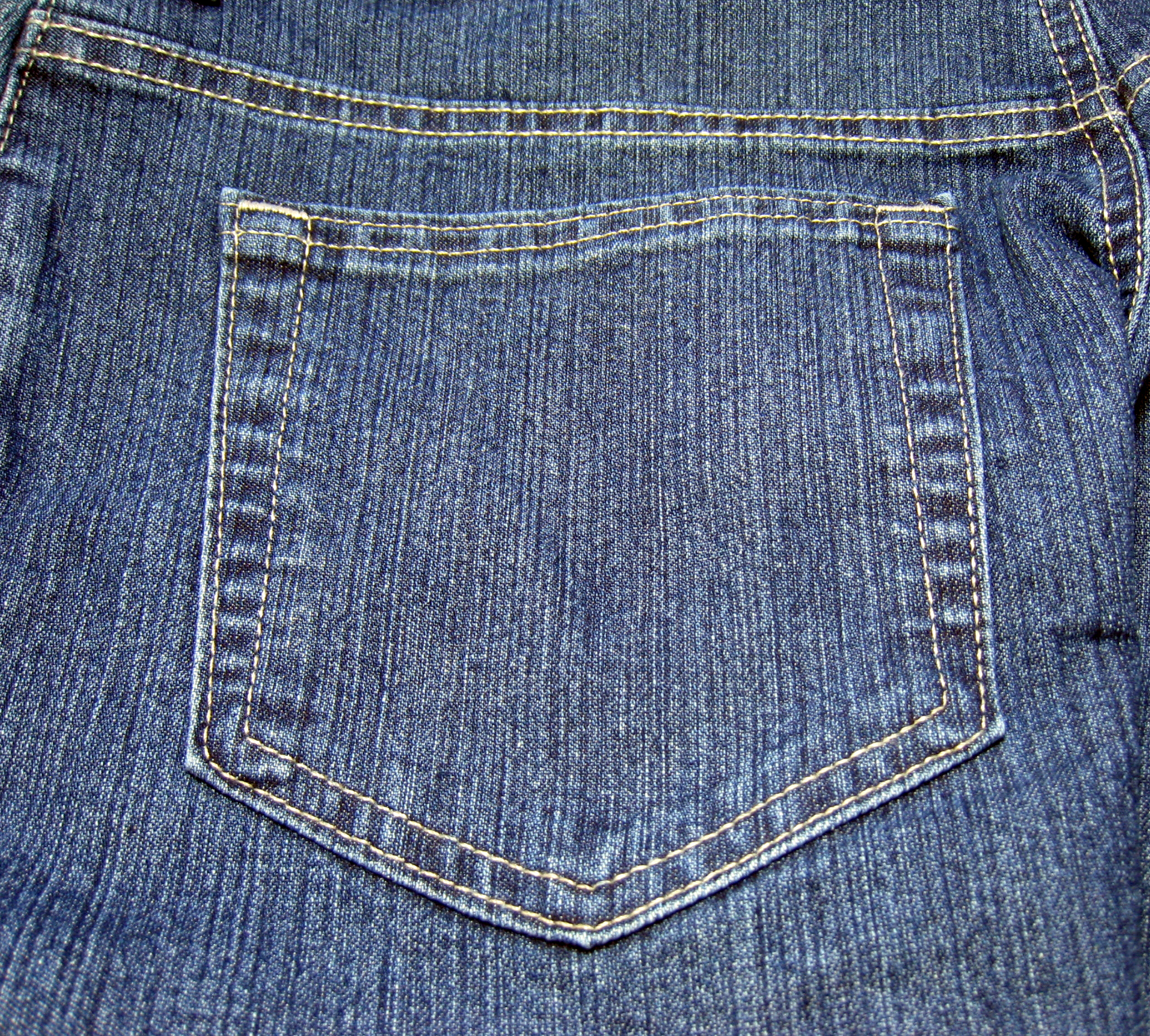
ジーンズの背面ポケット。
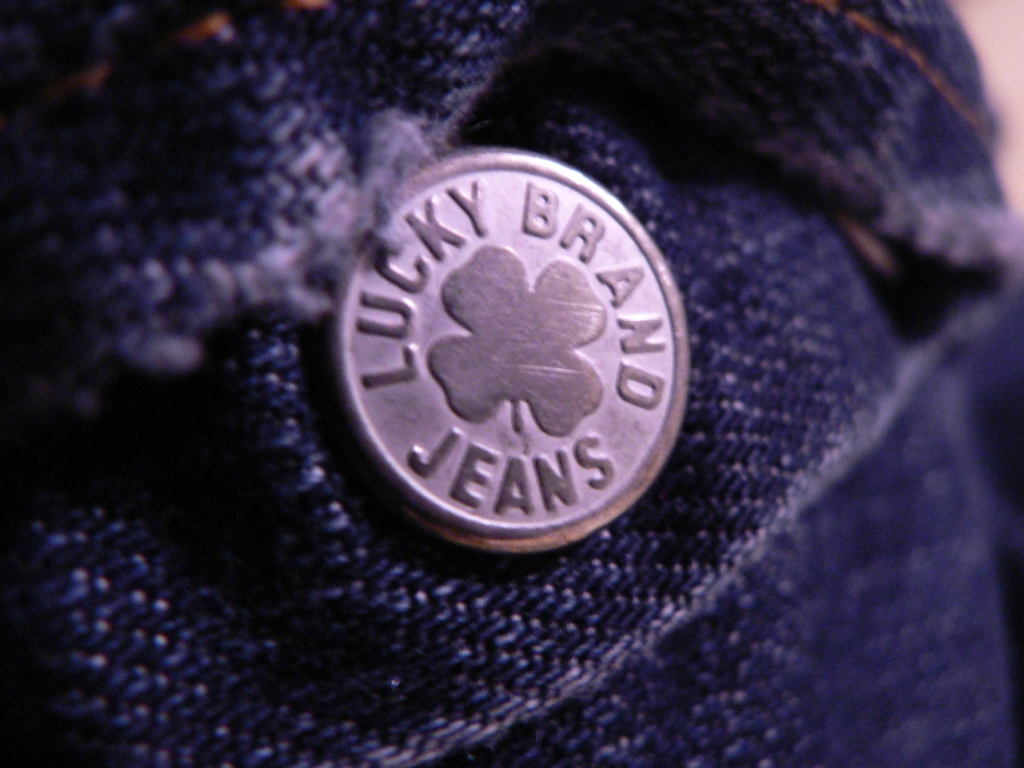
ジーンズの特徴的なリベットボタン。
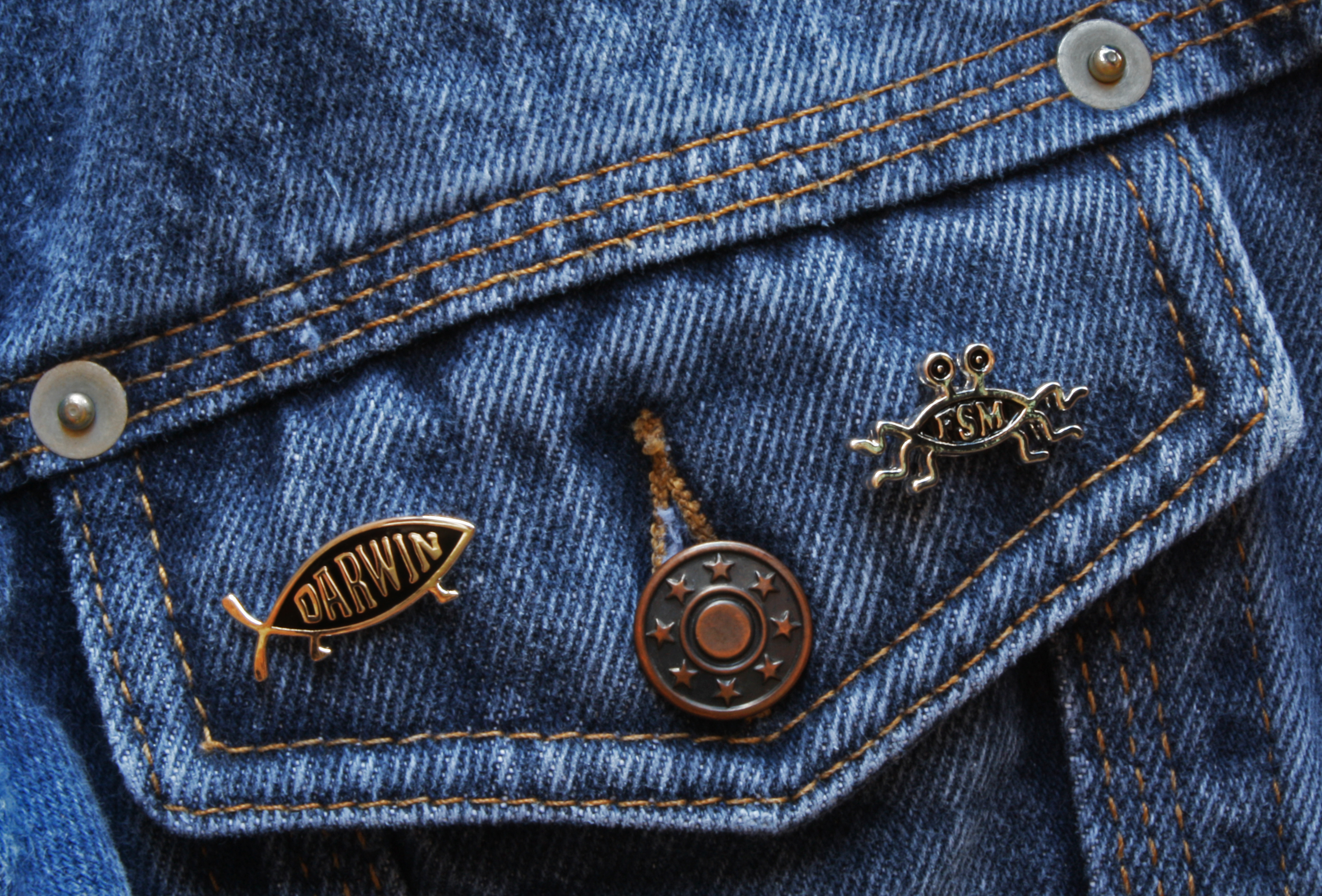